# Bańdziochowa Szpara

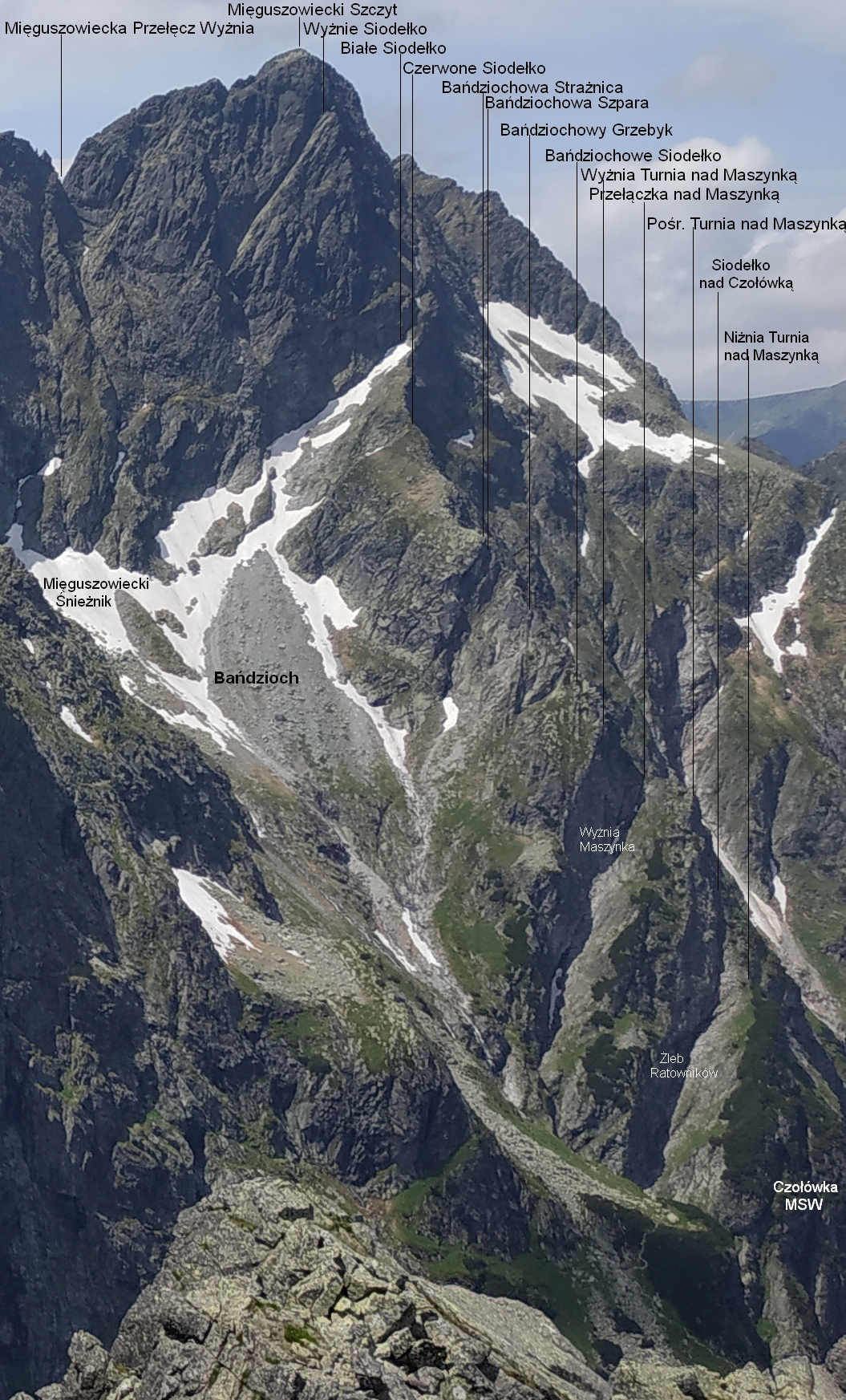

Bańdziochowa Szpara (ok. 2100 m) – pęknięcie w środkowej części Mięguszowieckiego Filara w polskich Tatrach Wysokich. Znajduje się tuż pod ścianą Bańdziochowej Strażnicy (ok. 2150 m). Pęknięcie ma długość około 40 m i maksymalną głębokość 10 m. U góry jego szerokość dochodzi do 2 m, w dół szczelina klinowato zwęża się. W środkowej części jest płytka, jest bowiem zawalona przez zaklinowane bloki skalne. W lewej części (patrząc od dołu) szczelina jest bardzo głęboka, tworzy niemal jaskinię. Od jej końca opada do Bańdziocha trawiasty żlebek, niżej przechodzący w zachód. Nad Bańdziochową Szparą i opadającym z niej żlebem i zachodem wznosi się od południowego zachodu ściana Bańdziochowej Strażnicy o wysokości dochodzącej do 50 m.
Filarem Mięguszowieckim prowadzi droga wspinaczkowa. Wejście na nią znajduje się kilkanaście metrów na prawo od wylotu Maszynki do Mięsa. Droga ma deniwelację około 880 m, jej przejście latem przy dobrych warunkach zajmuje 6 godz., a trudności wyceniono na V w skali tatrzańskiej. Droga przekracza Bańdziochową Szczelinę w jej najwęższym miejscu po zachodniej stronie grani.